# Les Rousses
Les Rousses je zimsko-športno središče in občina v francoskem departmaju Jura regije Franche-Comté. Leta 2009 je naselje imelo 3067 prebivalcev.

## Geografija
Kraj leži v Jurskem pogorju ob meji s Švico, 65 km jugovzhodno od Lons-le-Sauniera. Skozi njegovo središče poteka razvodje med rekama Rono in Renom. Padavine vzhodno od kraja se stekajo v bližnje jezero Lac des Rousses, iz katerega teče reka Orbe (Thielle), pritok Aare, Rena, zahodno od kraja se stekajo k reki Bienne, pritoku Aina, Rone.
Les Rousses je središče la Station des Rousses, obsežnega zimskošportnega središča, ki poleg njegovega pokriva tudi ozemlje sosednjih krajev Bois-d'Amont, Lamoura in Prémanon z urejenimi smučarskimi progami, delno tudi v sosednjem departmaju Ain (Le Tabagnoz) in Švici (La Dôle).  

## Uprava
Občina Les Rousses skupaj s sosednjimi občinami Bellefontaine, Bois-d'Amont, Lézat, Longchaumois, Morbier, Morez, La Mouille in Prémanon sestavlja kanton Morez s sedežem v Morezu. Kanton je sestavni del okrožja Saint-Claude.

## Zanimivosti
- vojaški utrdbi Fort des Rousses, Fort du Risoux, zgrajeni v drugi polovici 19. stoletja,
- smučarski muzej.